# لاسلو بارتوس
لاسلو بارتوس (بالمجرية: Bartucz László)‏ مواليد 5 نوفمبر 1991 في المجر، هو لاعب كرة يد مجري يلعب كحارس مرمى. مثل منتخب المجر لكرة اليد.

## سجل المنافسة
شارك في البطولات التالية:
- بطولة أوروبا لكرة اليد للرجال 2016